# 藤田友人
藤田 友人  (ふじた ともひと、Tomohito Fujita)  は1976年1月18日生まれの日本の現代音楽の作曲家・作家。

## 略歴
埼玉県に生まれる。1997年に高崎芸術短期大学声楽科を、2006年に東邦音楽大学作曲科を卒業。声楽を笠田誠子、曽我淑人、種井静夫、大谷研二、山田実、山下牧子に、作曲を片柳英男、岡沢理絵、清水研作、大沢徹訓、松永通温、ルネ・シュタール、長生淳に、ピアノを武沢洋に師事。作曲家集団音組に所属していた時期がある。自身の作品に歌唱で登場することもできるが、ピアノも弾ける。大学ではシュニトケのピアノソナタ第1番を披露したことがある。
また俳句をたしなみ「十二朗」を名乗る。また埼玉県漢詩連盟に所属し、漢詩を作す際には「楽聖」と号す。近年は小説にも挑戦している。
2023年に音組は再始動した。

## 主要作品
- 臨終『ある天使の思い出』Op.1 声、篠笛とピアノ  (1998-2008/川口リリア音楽ホール)
- 傷痕-原子雲の下より記念会  Op.4  女声3部合唱、リコーダーと語り手 (2003)
- ピアノ狂奏曲 Op.17  声、ピアノとアンサンブル  (2009/杉並公会堂)
- 春日逢佳人 Op.19  フルート、クラリネット、ヴィオラ、声独奏  (2010/ムジカーザ)
- 交響曲第4番(協奏交響曲) 或る阿呆の物語 op.21 (2011/桜台pool)
- 2つのノクターンOp.33（2016）

## 受賞歴
- 第2回諸橋轍次博士記念全国漢詩大会一般の部入選[5]